# Международный университет Ала-Тоо
Международный Университет «Ала-Тоо» (МУА, кирг. Ала-Тоо Эл аралык Университети, до 2017 года назывался «Международный университет „Ататюрк — Ала-Тоо“») — частный университет в городе Бишкек, Кыргызстан. Основной язык обучения в университете — английский. Некоторые предметы проводятся на кыргызском и русском языках и некоторые на турецком языке.

## История
Международный университет Ататюрк-Алатоо один из первых частных университетов, основанных на территории Кыргызской Республики. Его учредителями являются международное образовательное учреждение «Сапат» и министерство науки, образования и культуры Кыргызской Республики. Первый выпуск был осуществлен в 2001 году.
В начале 2017 года прокуратура Турции обвинила университет в связях с движением Гюлена и внесла его в список террористических организаций. После этого университет был переименован, гражданин Турции, занимавший должность ректора, был заменён на гражданина Кыргызстана, также министерство образования Кыргызстана вошло в состав учредителей учреждения «Себат» («Сапат»), которое основало ВУЗ.